# Spud Murphy
Spud Murphy, geboren als Miko Stefanovic (Berlijn, 19 augustus 1908 – 5 augustus 2005), was een uit Servië afkomstige Amerikaanse jazzzanger.

## Biografie
Geboren als Miko Stefanovic van Servische emigrantenouders in Berlijn, Duitsland groeide Murphy op in Salt Lake City, Utah, waar hij de naam aannam van een jeugdvriend.
Murphy studeerde op jonge leeftijd klarinet en saxofoon en kreeg trompetlessen van de vader van Red Nichols. Hij werkte met Jimmy Joy in 1927–1928 en met Ross Gorman en Slim Lamar (op hobo) in 1928. Hij werkte begin 1930 als saxofonist en arrangeur voor Austin Wylie, Jan Garber, Mal Hallett en Joe Haymes en werd daarna stafarrangeur voor Benny Goodman van 1935–1937. Tegelijkertijd droeg hij arrangementen bij voor het Casa Loma Orchestra, Isham Jones en Les Brown. Van 1937-1940 leidde Murphy een big band en van 1938-1939 nam hij op voor Decca Records en Bluebird Records. In de jaren 1940 verhuisde hij naar Los Angeles, waar hij werkte in studio's en met filmmuziek, naast het schrijven en onderwijzen van het 1200 pagina's tellende System of Horizontal Composition (ook bekend als Equal Interval System). Hij nam in de jaren 1950 twee jazzalbums op, maar zijn latere carrière was gericht op klassieke muziek en filmmuziek. In de filmwereld was Murphy stafcomponist en arrangeur voor Columbia Pictures onder Morris Stoloff. Hij werkte aan meer dan 50 films, waaronder The Tony Fontane Story, waarmee hij de Neff Award voor beste muziekscore won.
Behalve dat hij een getalenteerde componist, arrangeur en muzikant was, werd Murphy een gerenommeerd docent en schreef hij meer dan 26 boeken over verschillende onderwerpen in de muziek, zoals instrumentale technieken en muziektheorie. Zijn bekroning was zijn 12-delige cursus componeren, arrangeren en orkestratie voor de professionele muzikant, getiteld The Equal Interval System. Hij doceerde voornamelijk in Los Angeles, maar gaf ook een speciale cursus aan het Mount Royal Conservatory in Calgary, Canada. Hij was een instructeur die in 1990 door de Los Angeles Jazz Society werd verkozen tot «Educator of the Year». Murphy overleed twee weken voor zijn 97e verjaardag in Los Angeles. In 2003 nam orkestleider Dean Mora, een vriend van Murphy, een twintigtal van zijn arrangementen op in de tribute-cd Goblin Market.

## Equal Interval System (EIS)
Het Equal Interval System (EIS) (ook bekend als het systeem van horizontale compositie op basis van gelijke intervallen) is een modern muziekcompositiesysteem, dat door Murphy is ontwikkeld gedurende een leven lang onderzoek. Verschillende cursussen op basis van het EIS-systeem worden gegeven aan het Pasadena City College. Veel opmerkelijke componisten en arrangeurs waren studenten van het Equal Interval System, zoals Tom Chase, Gerald Wiggins, Jimmie Haskell, Richard Firth, Mary Ekler, David Blumberg, Steve Marston, Clair Marlo, Dan Sawyer, Don Novello, Don Peake, Danny Pelfrey, Craig Sharmat, Scott Paige, James L. Venable, Marcos Valle en Oscar Peterson.

## Overlijden
Spud Murphy overleed in augustus 2005 op bijna 97-jarige leeftijd.

## Discografie
- 1955: Four Saxophones in Twelve Tones (GNP Crescendo Records)
- 1955-1957: New Orbits in Sound (GNP Crescendo Records)
- 1955: Gone with the Woodwinds (Contemporary Records)
- 1955: Twelve-Tone Compositions and Arrangements by Lyle (Contemporary Records)

- Biblioteca Nacional de España: XX5010504
- Bibliothèque nationale de France: cb139459161 (data)
- Gemeinsame Normdatei: 134469550
- International Standard Name Identifier: 0000 0000 8118 7778
- Library of Congress Control Number: no93023188
- MusicBrainz: 08134dee-b133-4c56-8447-96e3d8eb5c84
- Nationale Bibliotheek van Israël: 987007411013105171
- Nederlandse Thesaurus van Auteursnamen: 267813058
- SNAC: w6f19k13
- Système universitaire de documentation: 244794626
- Virtual International Authority File: 39567323
- WorldCat: E39PBJbRgybB6BvJJCkfPXgBT3